# Villemotier
Villemotier est une commune française du canton de Coligny dans l'Ain.

## Géographie

### Voies de communication et transports

#### Transports en commun
Afin d'assurer des liaisons entre la ville-préfecture et Lons-le-Saunier, le conseil départemental a mis en place une ligne de cars reliant Bourg-en-Bresse à Lons-le-Saunier, commune du Jura. Cette ligne (901), fait partie du réseau interurbain de l'Ain. On dénombre deux arrêts desservant la commune (École et Moulin-des-Ponts).

### Climat
Pour des articles plus généraux, voir Climat d'Auvergne-Rhône-Alpes et Climat de l'Ain.
En 2010, le climat de la commune est de type climat des marges montargnardes, selon une étude du CNRS s'appuyant sur une série de données couvrant la période 1971-2000. En 2020, Météo-France publie une typologie des climats de la France métropolitaine dans laquelle la commune est exposée à un climat semi-continental et est dans la région climatique Bourgogne, vallée de la Saône, caractérisée par un bon ensoleillement (1 900 h/an), un été chaud (18,5 °C), un air sec au printemps et en été et des vents faibles.
Pour la période 1971-2000, la température annuelle moyenne est de 11,5 °C, avec une amplitude thermique annuelle de 17,7 °C. Le cumul annuel moyen de précipitations est de 1 147 mm, avec 11,9 jours de précipitations en janvier et 8,2 jours en juillet. Pour la période 1991-2020, la température moyenne annuelle observée sur la station météorologique de Météo-France la plus proche, « Saint-Julien - Sa », sur la commune de Val Suran à 12 km à vol d'oiseau, est de 10,6 °C et le cumul annuel moyen de précipitations est de 1 349,8 mm,. Pour l'avenir, les paramètres climatiques de la commune estimés pour 2050 selon différents scénarios d'émission de gaz à effet de serre sont consultables sur un site dédié publié par Météo-France en novembre 2022.

## Urbanisme

### Typologie
Au 1er janvier 2024, Villemotier est catégorisée commune rurale à habitat dispersé, selon la nouvelle grille communale de densité à 7 niveaux définie par l'Insee en 2022.
Elle est située hors unité urbaine. Par ailleurs la commune fait partie de l'aire d'attraction de Bourg-en-Bresse, dont elle est une commune de la couronne,. Cette aire, qui regroupe 80 communes, est catégorisée dans les aires de 50 000 à moins de 200 000 habitants,.

### Occupation des sols
L'occupation des sols de la commune, telle qu'elle ressort de la base de données européenne d’occupation biophysique des sols Corine Land Cover (CLC), est marquée par l'importance des territoires agricoles (85 % en 2018), en diminution par rapport à 1990 (86,9 %). La répartition détaillée en 2018 est la suivante : 
terres arables (34,3 %), prairies (32,6 %), zones agricoles hétérogènes (18,1 %), forêts (11,6 %), zones urbanisées (3,4 %).
L'évolution de l’occupation des sols de la commune et de ses infrastructures peut être observée sur les différentes représentations cartographiques du territoire : la carte de Cassini (XVIIIe siècle), la carte d'état-major (1820-1866) et les cartes ou photos aériennes de l'IGN pour la période actuelle (1950 à aujourd'hui).

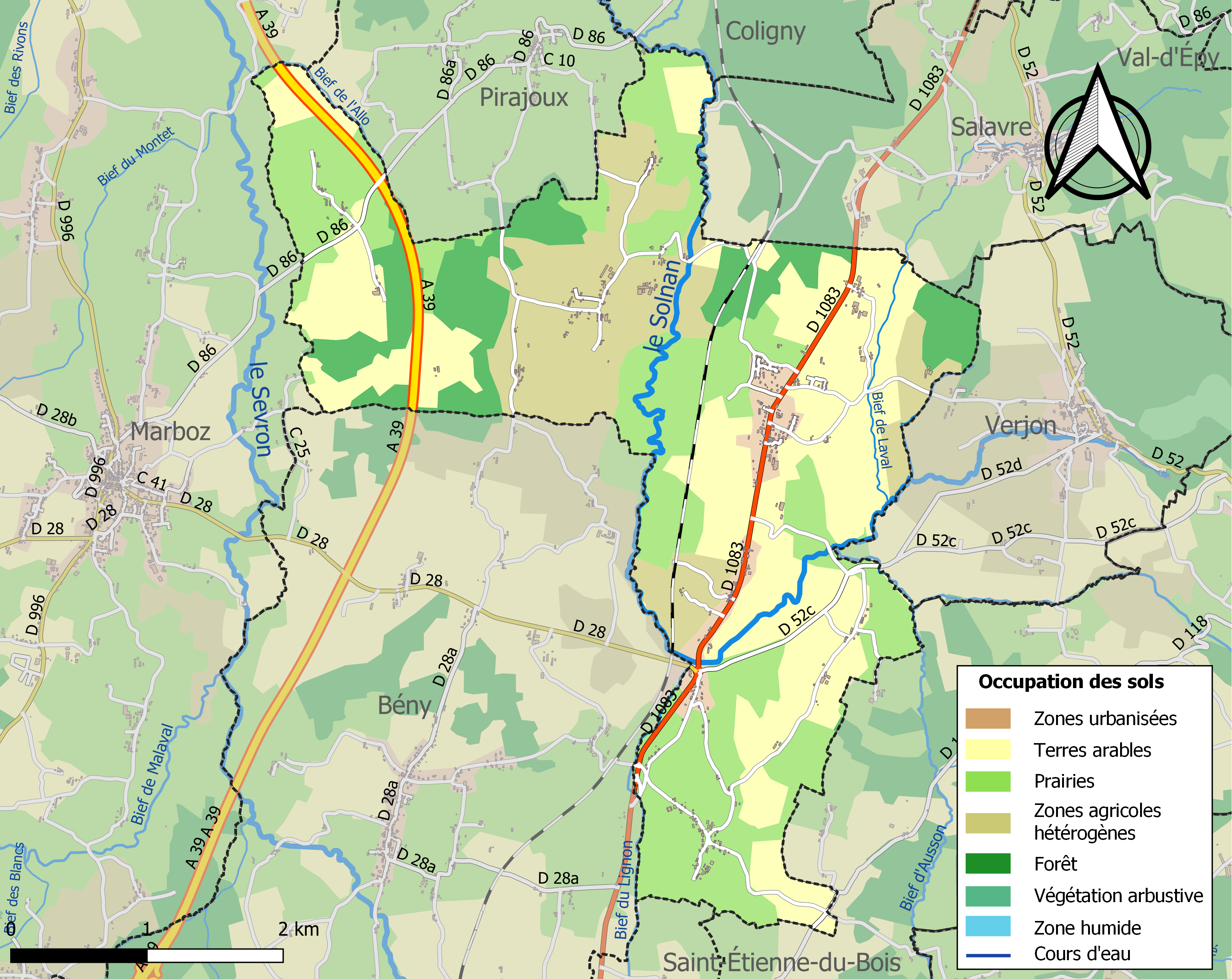
Carte des infrastructures et de l'occupation des sols de la commune en 2018 (CLC).

## Histoire
Claude Journet, un maire visionnaire.
　
Claude Journet voit le jour le 21 octobre 1768. Son père est « maîstre maréchal et taillandier » à Coligny. À cette époque, la vie à la maison est rude. Neuvième enfant d'une famille de onze, tout jeune, Claude Journet a déjà un caractère affirmé.
1792 : en France, le chaos est immense, les armées républicaines essuient revers sur revers et le pays est menacé de tous côtés.
1793 : les armées ennemies sont puissantes. Lazare Carnot, avec le « Comité de Salut Public » décide la « levée en masse ». En septembre, Claude Journet part pour défendre la toute jeune république. Il sait lire et compter. Meneur d'hommes, il sera engagé comme sous-lieutenant.
En janvier 1796, il est sous les ordres d'un jeune général corse, Napoléon Bonaparte. Il participera aux grandes batailles napoléoniennes, comme l'attestent les noms de lieux sur sa tombe au cimetière du village (Arcole, Friedland, Eylau, Iena...).
En mars 1816, il est de retour à Coligny. Sa carrière militaire s'achève. Louis XVIII dirige le pays. Le retour à la vie civile est loin d'être facile. Les anciens « Grognards » sont suspects.
Propriétaire de quelques terres à Villemotier, Claude Journet sera rapidement sollicité pour être conseiller municipal. En juin 1824, il épouse Angélique Perret, veuve avec trois enfants et le couple s'établit au hameau de Vers le Bois. À sa toute nouvelle famille, il donnera l'instruction et une bonne éducation morale. Dès 1825, il sera adjoint au maire. Le préfet le nomme maire en février 1834.
Mais le village est au plus mal. Les eaux pluviales débordent et emportent les ponts de bois. Les hameaux « de l'autre côté de l'eau » (Montfollet, le Fay, la Croix-Cordée) sont souvent isolés. L'église, presque millénaire, le prieuré attenant et le presbytère sont en piteux état, voire en ruines. Le bourg du village était alors situé sur la route de Verjon, non loin de la ferme Boquillod. Claude Journet convainc le Conseil de vendre le bâtiment et de construire une cure neuve. Il faut aussi fixer les baux de fauchaison, secourir les indigents et les miséreux, leur donner une sépulture décente, assurer la sécurité des administrés,...
1838 : la grêle, suivie de pluies diluviennes dévastent toutes les cultures et inondent blés et foins. Des orages incessants réduisent les vignes à néant. Le maire mettra ses terres à disposition des plus miséreux.
1839 : Claude Journet fait voter une acquisition importante de matériel pour l'école des filles. En 1845, il décide de la construction d'une école, d'une mairie et d'un logement d'instituteur à proximité de la « Route Royale » ou « Impériale » après 1851, non loin des relais de poste. Cette route deviendra la route nationale 83.
Avec la maîtrise de la vapeur, il défendra de toutes ses forces le tracé de la ligne de chemin de fer Lyon-Strasbourg avec une gare à Moulin-des-Ponts au lieu de Verjon.
1854 : le curé écrit au préfet pour déplacer le cimetière (situé sur la route de Verjon), car il présente des risques de d'épidémies dus au sous-sol. Le sujet est débattu au sein du conseil et dans les hameaux, mais le changement de lieu sera accepté.
Claude Journet rend son dernier souffle le 4 septembre 1861, à l'âge de 93 ans. Maire visionnaire, il avait compris l'importance que prendraient les voies de communications et a su convaincre les Villemontois de l'époque pour amener le bourg du village à son emplacement actuel.
Au printemps 2010, une plaque « square Claude-Journet » a été posée sur le parking à proximité du cimetière lors d'une manifestation à laquelle participaient l'association « Les Gloires Napoléoniennes ».

## Politique et administration

### Découpage territorial
La commune de Villemotier est membre de la communauté d'agglomération du Bassin de Bourg-en-Bresse, un établissement public de coopération intercommunale (EPCI) à fiscalité propre créé le 1er janvier 2017 dont le siège est à Bourg-en-Bresse. Ce dernier est par ailleurs membre d'autres groupements intercommunaux.
Sur le plan administratif, elle est rattachée à l'arrondissement de Bourg-en-Bresse, au département de l'Ain et à la région Auvergne-Rhône-Alpes. Sur le plan électoral, elle dépend du  canton de Saint-Étienne-du-Bois pour l'élection des conseillers départementaux, depuis le redécoupage cantonal de 2014 entré en vigueur en 2015, et de la première circonscription de l'Ain  pour les élections législatives, depuis le dernier découpage électoral de 2010.

### Administration municipale
| Période | Période  | Identité       | Étiquette | Qualité               |
| ------- | -------- | -------------- | --------- | --------------------- |
| 1995    | 2014     | Aimé Girard    |           | Réélu en 2001 et 2008 |
| 2014    | En cours | Pierre Guillet | SE        |                       |

## Démographie
L'évolution du nombre d'habitants est connue à travers les recensements de la population effectués dans la commune depuis 1793. Pour les communes de moins de 10 000 habitants, une enquête de recensement portant sur toute la population est réalisée tous les cinq ans, les populations de référence des années intermédiaires étant quant à elles estimées par interpolation ou extrapolation. Pour la commune, le premier recensement exhaustif entrant dans le cadre du nouveau dispositif a été réalisé en 2004.

En 2022, la commune comptait 607 habitants, en évolution de −10,34 % par rapport à 2016 (Ain : +5,15 %, France hors Mayotte : +2,11 %).
| 1793 | 1800 | 1806 | 1821 | 1831 | 1836 | 1841 | 1846 | 1851 |
| ---- | ---- | ---- | ---- | ---- | ---- | ---- | ---- | ---- |
| 810  | 801  | 828  | 780  | 739  | 732  | 794  | 763  | 784  |

| 1856 | 1861 | 1866 | 1872 | 1876 | 1881 | 1886 | 1891 | 1896 |
| ---- | ---- | ---- | ---- | ---- | ---- | ---- | ---- | ---- |
| 733  | 729  | 797  | 801  | 794  | 784  | 818  | 762  | 798  |

| 1901 | 1906 | 1911 | 1921 | 1926 | 1931 | 1936 | 1946 | 1954 |
| ---- | ---- | ---- | ---- | ---- | ---- | ---- | ---- | ---- |
| 725  | 698  | 720  | 632  | 623  | 604  | 590  | 562  | 504  |

| 1962 | 1968 | 1975 | 1982 | 1990 | 1999 | 2004 | 2006 | 2009 |
| ---- | ---- | ---- | ---- | ---- | ---- | ---- | ---- | ---- |
| 434  | 403  | 372  | 384  | 419  | 455  | 508  | 533  | 629  |

| 2014 | 2019 | 2022 | - | - | - | - | - | - |
| ---- | ---- | ---- | - | - | - | - | - | - |
| 664  | 615  | 607  | - | - | - | - | - | - |

## Lieux et monuments
- Moulin de Pertuizet.
- Église Saint-Léger de Villemotier.

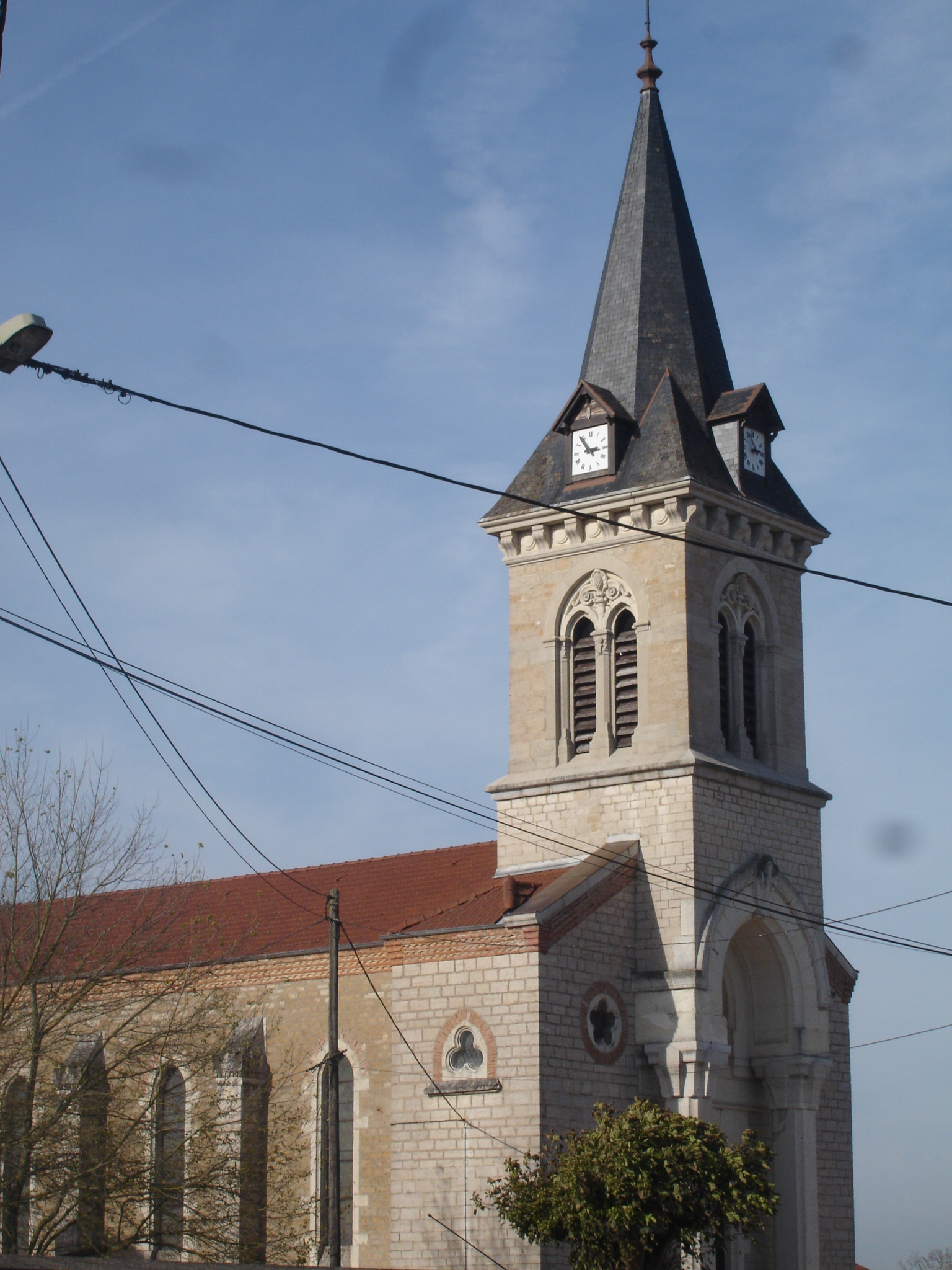
Clocher de l'église.
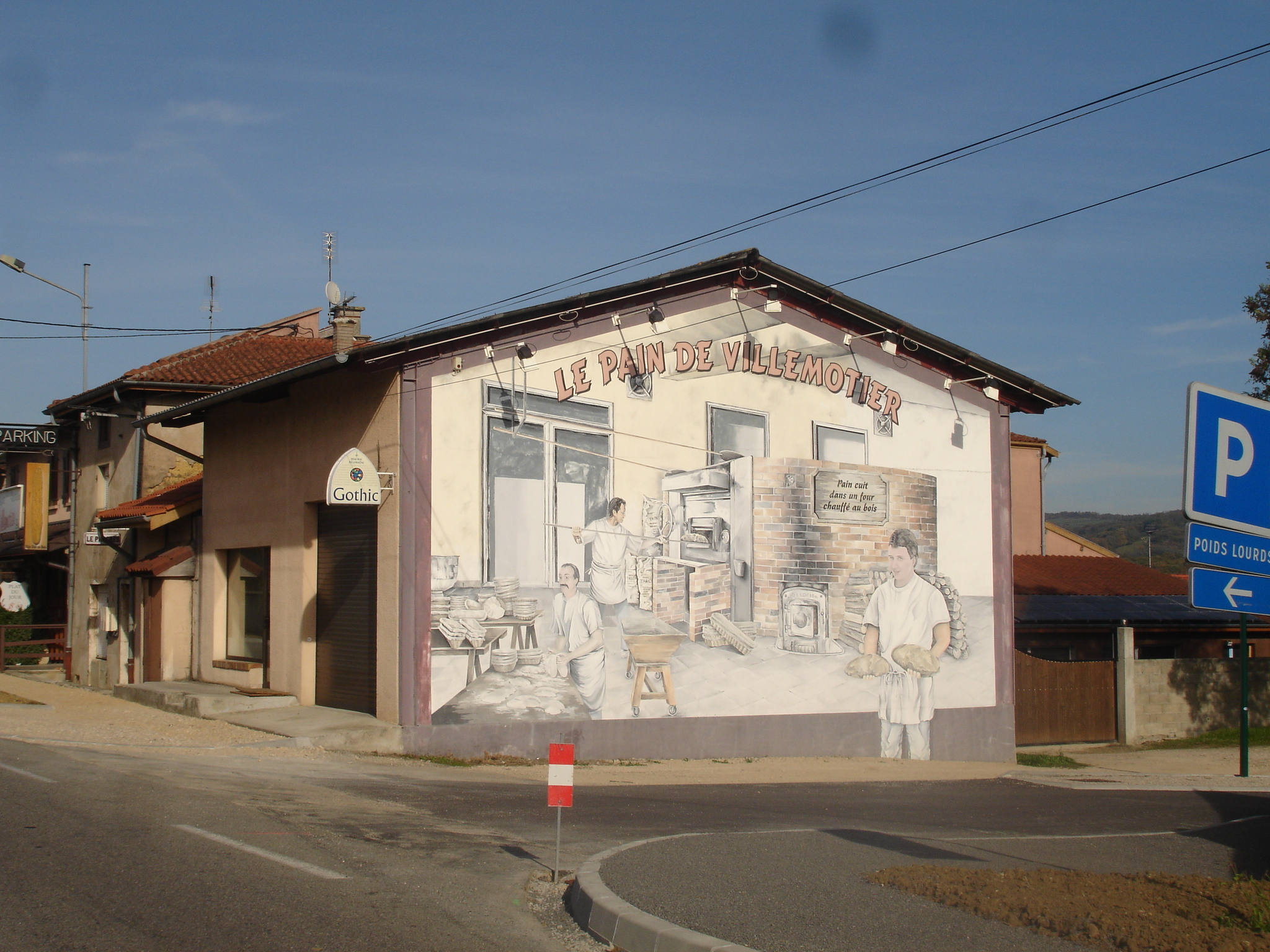
La boulangerie.

## Personnalités liées à la commune
- Aron Wolf : personnalité juive qui vint à Villemotier au cours de la guerre et où il fut exécuté par la gestapo. Le rabbin Aron Wolf (1918-1944) était l'aumônier d'une ferme-école à Villemotier où les jeunes gens se préparaient à une vie de pionniers en vue de la Terre Sainte quand il fut tué par les Allemands.
- Samy Klein (rabbin résistant), Marguerite Klein, Henri Klein, André Elbogen.